# Никола Несторовић
Никола Несторовић (Пожаревац, 15. април 1868 — Београд, 18. фебруар 1957) био је српски архитекта и универзитетски професор.

## Биографија
У Пожаревцу је завршио основну школу и нижу гимназију. После се преселио у Београд, где је матурирао у Реалној гимназији, после чега је уписао Технички факултет Велике школе. Дипломирао је 1890. године, и запослио се као подинжењер у Министарству грађевина. Послат је на рад у Пожаревцу, где је обављао послове на обележавању шума и на регулацији тока реке Мораве.
У Београд се вратио 1893. године, са захтевом за стипендију студија архитектуре у иностранству. Није добио стипендију, али је добио плаћено одсуство и тај период је искористио и отишао на Техничку високу школу у Берлин. Студирање је завршио 1896. и након годину дана је положио и државни испит. Вратио се у Београд и у Министарству грађевина је радио до 1905. године. Већ 1898. је постао хонорарни професор Техничког факултета. За сталног ванредног професора изабран је 1905. а за редовног 1919. године. После пензионисања је остао на Факултету као хонорарни наставник, све до Другог светског рата.
До данас је познато да је пројектовао шездесетосам објеката, углавном јавне, пословне и стамбене намене, док се у домену сакралне архитектуре опробао на два пројекта, односно конкурсна рада. Стваралачка делатност од три деценије и велика продуктивност, омогућили су свеобухватно сагледавање, не само пројектантског опуса аутора, него и српске архитектуре тог периода и појединих њених најзначајнијих примера, чији је управо Несторовић аутор. Образован у духу академизма, а савремен у схватањима, током целог стваралачког рада кретао се између академских постулата и савремених сецесијских тежњи, под утицајем средине у којој је стварао. На почетку каријере канони академизма су му послужили као сигурни и проверени ослонац, да би кроз сарадњу са архитектом Андром Стевановићем, остварио већу сигурност и слободу у индивидуалнијем уметничком изразу.
Једно од његових дела је Зграда „Путника” на Теразијама, подигнута 1914. за потребе банке Николе Бошковића.
Његов отац је био трговац и председник Пожаревачке општине, а син архитекта Богдан Несторовић.

## Значајнија архитектонска дела
- Управа фондова (данас Народни музеј) са Андром Стевановићем
- Кућа Н. Несторовића - Кнеза Милоша 40
- Кућа В. Марковића - Теразије 38 са Андром Стевановићем
- Београдска задруга - Карађорђева 48 са Андром Стевановићем
- Зграда трговца Стаменковића (колоквијално: Зграда са зеленим плочицама) - Угао Краља Петра и Узун-Миркове Андром Стевановићем
- Хотел Бристол - Угао Карађорђеве и Херцеговачке
- Зграда Техничких факултета- Булевар краља Александра

## Галерија
- Управа фондова, прва деценија 20. века
- Управа фондова
- Београдска задруга
- Хотел Бристол
- Кућа Уроша Предића (из 1910)
- Зграда трговца Стаменковића
- Зграда Техничког факултета